# سانتياغو سانتوس أندريس
سانتياغو سانتوس أندريس (بالإسبانية: Santiago Santos Andrés)‏ (1 مارس 1984 - ) هو لاعب كرة قدم إسباني في مركز الدفاع. لعب مع ريال بلد الوليد ب وريال يونيون وسلتا فيغو ب وكولتورال ليونيسا ونادي كارتاخينا وريال أفيليس ‏.

## وصلات خارجية
- سانتياغو سانتوس أندريس على موقع قاعدة بيانات كرة القدم.إي يو (الإنجليزية)
- سانتياغو سانتوس أندريس على موقع Soccerway.com (الإنجليزية)